# Blaru
Blaru és un municipi francès, situat al departament d'Yvelines i a la regió de Illa de França. L'any 2007 tenia 932 habitants.
Forma part del cantó de Bonnières-sur-Seine, del districte de Mantes-la-Jolie i de la Comunitat de comunes Les Portes de l'Île-de-France.

## Demografia

### Població
El 2007 la població de fet de Blaru era de 932 persones. Hi havia 314 famílies, de les quals 52 eren unipersonals (24 homes vivint sols i 28 dones vivint soles), 89 parelles sense fills, 161 parelles amb fills i 12 famílies monoparentals amb fills.
La població ha evolucionat segons el següent gràfic:
Habitants censats

### Habitatges
El 2007 hi havia 351 habitatges, 315 eren l'habitatge principal de la família, 29 eren segones residències i 7 estaven desocupats. 340 eren cases i 10 eren apartaments. Dels 315 habitatges principals, 279 estaven ocupats pels seus propietaris, 28 estaven llogats i ocupats pels llogaters i 7 estaven cedits a títol gratuït; 2 tenien una cambra, 11 en tenien dues, 29 en tenien tres, 71 en tenien quatre i 202 en tenien cinc o més. 253 habitatges disposaven pel capbaix d'una plaça de pàrquing. A 112 habitatges hi havia un automòbil i a 184 n'hi havia dos o més.

### Piràmide de població
La piràmide de població per edats i sexe el 2009 era:
| Homes | Edats   | Dones |
| ----- | ------- | ----- |
| 0     | 95 o +  | 0     |
| 0     | 90 a 94 | 0     |
| 0     | 85 a 89 | 4     |
| 0     | 80 a 84 | 8     |
| 4     | 75 a 79 | 8     |
| 8     | 70 a 74 | 8     |
| 24    | 65 a 69 | 20    |
| 12    | 60 a 64 | 24    |
| 12    | 55 a 59 | 32    |
| 32    | 50 a 54 | 28    |
| 40    | 45 a 49 | 28    |
| 36    | 40 a 44 | 40    |
| 28    | 35 a 39 | 40    |
| 28    | 30 a 34 | 36    |
| 4     | 25 a 29 | 16    |
| 20    | 20 a 24 | 16    |
| 28    | 15 a 19 | 24    |
| 20    | 10 a 14 | 24    |
| 28    | 5 a 9   | 28    |
| 12    | 0 a 4   | 24    |

## Economia
El 2007 la població en edat de treballar era de 625 persones, 458 eren actives i 167 eren inactives. De les 458 persones actives 422 estaven ocupades (238 homes i 184 dones) i 36 estaven aturades (12 homes i 24 dones). De les 167 persones inactives 33 estaven jubilades, 51 estaven estudiant i 83 estaven classificades com a «altres inactius».

### Ingressos
El 2009 a Blaru hi havia 306 unitats fiscals que integraven 869,5 persones, la mediana anual d'ingressos fiscals per persona era de 21.657 €.

### Activitats econòmiques
Dels 20 establiments que hi havia el 2007, 2 eren d'empreses extractives, 1 d'una empresa de fabricació d'altres productes industrials, 4 d'empreses de construcció, 3 d'empreses de comerç i reparació d'automòbils, 1 d'una empresa de transport, 1 d'una empresa d'hostatgeria i restauració, 2 d'empreses d'informació i comunicació, 1 d'una empresa immobiliària, 4 d'empreses de serveis i 1 d'una entitat de l'administració pública.
Dels 4 establiments de servei als particulars que hi havia el 2009, 1 era un guixaire pintor, 1 fusteria i 2 lampisteries.
L'any 2000 a Blaru hi havia 14 explotacions agrícoles que ocupaven un total de 856 hectàrees.

## Equipaments sanitaris i escolars
El 2009 hi havia una escola elemental.

## Poblacions més properes
El següent diagrama mostra les poblacions més properes.